# Мртав жив
Мртав жив (енгл. Dead Alive), познат и по оригиналном наслову Мождана смрт (енгл. Braindead), новозеландски је комични сплатер хорор филм из 1992. године, режисера Питера Џексона, са Тимотијем Балмом, Дајаном Пеџалвер, Елизабет Муди и Ијаном Воткином у главним улогама. Радња прати Лајнола Косгроува, младог човека који живи у Јужном Велингтону са својом строгом мајком Вером. Једног дана Веру у зоолошком врту уједа хибрид пацова и мајмуна, након чега се она постепено претвара у зомбија.
Мање улоге у филму имају Џед Брофи и Хари Синклер, са којима је касније Џексон сарађивао на својој трилогији Господар прстенова (2001—2003). Осим тога, Џексон је сценарио написао у сарадњи са Френ Волш и Стивеном Синклером, са којима је, такође, сарађивао на истој трилогији. Филм је премијерно приказан 13. августа 1992, у дистрибуцији продукцијске куће Trimark Pictures. Упркос комерцијалном неуспеху, добио је претежно позитивне оцене критичара и постао култни класик. Данас се често наводи као један од најкрвавијих филмова свих времена.
Године 1993. био је номинован за Награду Сатурн у категоријама најбољег хорор филма и најбољих специјалних ефеката, а наредне године добио је исту награду у категорији најбољег жанровског видео издања.

## Радња
Лајнол Косгроув је смотани младић, који живи у Јужном Велингтону са својом строгом мајком Вером. Упркос мајчином противљењу, он започиње везу са шпанско продавачицом Макитом Маријом Санчез, које због пророчанства своје баке верује у то да им је суђено да буду заједно. Једног дана, Веру у зоолошком врту уједа хибрид мајмуна и пацова, након чега она почиње да се претвара у зомбија. Зараза се шири из куће Косгроувових по целом граду...

## Улоге
| Глумац           | Улога                      |
| ---------------- | -------------------------- |
| Тимоти Балм      | Лајнол Косгроув            |
| Дајана Пењалвер  | Пакита Марија Санчез       |
| Елизабет Муди    | Вера Косгроув              |
| Ијан Воткин      | ујак Лес                   |
| Бренда Кендал    | медицинска сестра Мактавиш |
| Стјуарт Девени   | отац Макгрудер             |
| Стивен Папс      | зомби Макгрудер            |
| Џед Брофи        | Војд                       |
| Хари Синклер     | Роџер                      |
| Давина Вајтхаус  | Пакитина бака              |
| Гленис Левестам  | Нора Матесон               |
| Луис Роу         | Алберт Матесон             |
| Елизабет Мулан   | Рита                       |
| Питер Вере-Џоунс | погребник                  |
| Питер Џексон     | погребников помоћник       |